# ISSF 월드컵
ISSF 월드컵(영어: ISSF World Cup)은 국제 사격 연맹이 주관하는 국제 사격 경기 대회 중 하나이다. 이 대회는 선수들에게 올림픽 참가 자격을 부여하기 위해 1986년에 창설되었다. 올림픽 정식 종목으로만 치러지며, 1년에 4번 열린다. 1988년부터는 그 해의 가장 우수한 선수들만을 초청하여 다른 4회와는 별도로 ‘ISSF 월드컵 파이널’(영어: ISSF World Cup Final)대회를 개최하고 있다.
소총과 권총 종목은 함께 개최되며, 클레이 종목은 개최지를 달리하여 개최되는 경우가 많다.

## 개최지
개최지는 국제사격연맹에 의해 정해지는데, 특별히 자주 개최되는 곳들이 있다. 소총 및 권총 종목의 월드컵 4회 중 2번은 거의 항상 뮌헨과 밀라노에서 개최되고, 나머지 두 번은 유럽 외의 지역에서 개최되는데, 유럽 외 지역으로서 ISSF 월드컵이 자주 개최되는 곳으로는 포트 베닝, 부에노스아이레스, 서울, 창원, 시드니가 있다. 클레이 종목의 월드컵이 자주 개최되는 곳으로서는 니코시아, 로나토, 뉴델리, 아메리카나가 있다.
올림픽이 개최되는 해의 연초에는 올림픽의 사전 행사로서 올림픽 개최지에서 월드컵 대회가 열린다.

## 월드컵 파이널
소총과 권총 종목의 월드컵 파이널은 보통 매년 8월 말에 뮌헨에서 개최되며, 클레이 종목의 월드컵 파이널은 개최 시기나 장소 등이 유동적이다. 파이널 대회에는 아래와 같은 조건을 만족시키는 우수 선수들이 참가할 수 있다.
- 그 해 열린 각 월드컵 대회에 참가한 선수가 기록한 순위와 기록에 의하여 매겨진 "월드컵 파이널 출전 자격 점수"(World Cup Final Qualification Values)가 상위에 속한 선수 8명
- 최근에 열린 올림픽 우승자 또는 세계 챔피언
- 그해에 열린 올림픽과 세계선수권대회의 2,3위자
- 작년 월드컵 파이널 대회의 우승자

## 유로파 컵
ISSF 월드컵 대회는 올림픽 정식 종목으로 채택된 종목들만을 대상으로 개최되기 때문에, 유럽 사격 연맹에서는 ISSF 월드컵에서 다루어지지 못하는 종목들을 위한 대회로서 월드컵과 유사한 방식으로 치러지는 유로파 컵(Europa Cup) 대회를 창설하였다. 창설 당시에는 300m 소총과 300m 스탠더드 소총 종목으로만 치러졌지만, 2005년도에 열린 대회들부터는 25m 센터파이어 권총과 25m 스탠더드권총 종목이 추가되었다.